# دائرة نابل الثانية الانتخابية
دائرة نابل الثانية أو نابل 2 كانت سابقا واحدة من 27 دائرة انتخابية تونسية، ٱلغيت عام 2022 بعد تعديل القانون الانتخابي وإعادة تقسيم الدوائر الانتخابية.

## نتائج الانتخابات

### المجلس التأسيسي 2011
تحتوي القوائم أسفله فقط الأحزاب التي تحصلت على الأقل على مقعد واحد وليست قائمة كاملة بكل النتائج لكل الأحزاب والقوائم المشاركة.
| الحزب                    | الحزب                                    | الأصوات | النسبة | المقاعد |
| ------------------------ | ---------------------------------------- | ------- | ------ | ------- |
|                          | حركة النهضة                              | 159 37  | 29.6%  | 2       |
|                          | المؤتمر من أجل الجمهورية                 | 825 17  | 14.2%  | 1       |
|                          | التكتل الديمقراطي من أجل العمل والحريات  | 966 9   | 7.9%   | 1       |
|                          | العريضة الشعبية للحرية والعدالة والتنمية | 074 7   | 5.6%   | 1       |
|                          | الحزب الديمقراطي التقدمي                 | 587 5   | 4.4%   | 1       |
| المسجلين                 | المسجلين                                 | 538 134 | 100%   | 6       |
| الناخبين                 | الناخبين                                 | 604 125 |        |         |
| الأصوات الصحيحة          | الأصوات الصحيحة                          | 604 125 | 100%   |         |
| الأوراق الملغاة والبيضاء | الأوراق الملغاة والبيضاء                 | 934 8   |        |         |

### التشريعية
| الحزب                    | الحزب               | الأصوات | النسبة | المقاعد |
| ------------------------ | ------------------- | ------- | ------ | ------- |
|                          | نداء تونس           | 247 60  | 51.38% | 3       |
|                          | حركة النهضة         | 478 23  | 20.02% | 1       |
|                          | الاتحاد الوطني الحر | 917 5   | 5.04%  | 1       |
|                          | الجبهة الشعبية      | 000 4   | 3.41%  | 1       |
| المسجلين                 | المسجلين            |         | 100%   | 6       |
| الناخبين                 | الناخبين            | 244 117 |        |         |
| الأصوات الصحيحة          | الأصوات الصحيحة     | 244 117 | 100%   |         |
| الأوراق الملغاة والبيضاء |                     |         |        |         |

## قائمة النواب

### النواب المؤسسون
| النائب التأسيسي | النائب التأسيسي              | النائب التأسيسي | الحزب                                                                            |
| --------------- | ---------------------------- | --------------- | -------------------------------------------------------------------------------- |
|                 | عماد الحمامي                 |                 | حركة النهضة                                                                      |
|                 | صالحة بن عائشة               |                 | حركة النهضة                                                                      |
|                 | المنصف المرزوقي ثم سامية عبو |                 | المؤتمر من أجل الجمهورية كليهما، وبالنسبة لسامية عبو فقد أصبحت بعد ذلك مستقلة    |
|                 | فاطمة الغربي                 |                 | التكتل ثم مستقلة ثم نداء تونس                                                    |
|                 | منصف الشارني                 |                 | تيار المحبة ثم الاتحاد الوطني الحر ثم حزب الانفتاح والوفاء ثم حزب حركة الجمهورية |
|                 | محمود البارودي               |                 | الحزب الديمقراطي التقدمي ثم التحالف الديمقراطي                                   |

### مجلس نواب الشعب
| النائب | النائب                | النائب | الحزب               |
| ------ | --------------------- | ------ | ------------------- |
|        | خميس قسيلة            |        | نداء تونس           |
|        | مريم بوجبل            |        | نداء تونس           |
|        | وليد الجلاد           |        | نداء تونس           |
|        | محرزية العبيدي        |        | حركة النهضة         |
|        | عبد القادر بنضيف الله |        | الاتحاد الوطني الحر |
|        | فتحي شامخي            |        | الجبهة الشعبية      |

## مقالات ذات صلة
- الانتخابات في تونس